# Teramnus mollis
Teramnus mollis är en ärtväxtart som beskrevs av George Bentham. Teramnus mollis ingår i släktet Teramnus och familjen ärtväxter. Inga underarter finns listade i Catalogue of Life.